# درر الحكام شرح غرر الأحكام
درر الحكام شرح غرر الأحكام كتاب في فقه الحنفية لمؤلفه: محمد بن فرامرز بن علي الشهير بملا - أو منلا أو المولى - خسرو (المتوفى: 885هـ)
الناشر: دار إحياء الكتب العربية
الطبعة: بدون طبعة وبدون تاريخ
الموضوع: فقه حنفي